# Real Orden de Caballeros de Santa María del Puig
La Real Orden de Caballeros de Santa María de El Puig nace de la Orden de Santa María de la Bogoña (Orden de la Merced) que acompañó al Rey Jaime I en sus gestas militares de conquista para la cristiandad de diversos territorios hispanos, entre otros el del Reino de Valencia en 1236, asentándose en El Puig, lugar en el que señalizada por siete estrellas fue encontrada bajo una campana la imagen en piedra de la Virgen María con el niño en su regazo. Los Caballeros de esta Orden Militar y desde su asentamiento en El Puig, fueron ya  mucho más conocidos en el Reino de Valencia con el nombre de Caballeros  de Santa María de El Puig o Caballeros de El Puig, que con otro nombre.
Desde la constitución de esta Orden Militar de Caballería de Santa María de la Merced, su Maestro General fue laico (San Pedro Nolasco y quienes le sucedieron), pero como en el transcurso del  tiempo también a la Orden iban incorporándose sacerdotes para la atención de su ministerio espiritual, en un momento dado (año 1387)  fue votado como Maestre un clérigo, fray Ramón Albert, aprovechando el Papa Juan XXII esta nueva situación y coyuntura para decretar que en lo sucesivo la Orden debería ser regida por un sacerdote, perdiendo todo carácter de orden militar y convirtiéndose en una Orden estrictamente clerical, aproximándose la Orden de la Merced a las órdenes mendicantes, a las que acabaría asimilándose con el tiempo tal como existe en nuestros días.
A pesar de la resistencia y protestas al Papa Juan XXII por parte de todos los Caballeros Laicos de la Orden por la abolición indirecta de la misma como Orden de Caballería, este Papa, en línea con su peculiar hacer histórico no cedió, pasando buena parte de estos Caballeros a la recientemente aprobada Orden Militar de Montesa, que también recibió parte de los bienes que restaron de la suprimida Orden del Temple.
Otros Caballeros consintieron en integrarse en la Orden de reina Merced y continuaron siendo reconocidos como Caballeros de El Puig, o también Caballeros de Santa María de El Puig, bajo denominaciones diversas en el tiempo (Hermandad,  Real Hermandad, etc.).
Así, transcurrió el tiempo, siglo  tras otro, teniendo los Caballeros de Santa María de El Puig una activa vida espiritual y de servicio a los demás, y aunque evidentemente ya no  constituía  una Orden Militar y de Caballería por haber quedado en suspenso de facto como tal,  su actuar venía siendo reconocido y valorado muy positivamente,  tanto por el pueblo llano como por las más altas dignidades y que favorecieron a la Institución con dones y privilegios: Fernando de Antequera (año 1414), Fernando V (año 1469), los Reyes Católicos (año 1564), Felipe II ( año 1573 ), Papa Paulo V (año 1611)... existiendo siempre con la Orden de la Merced una innegable aproximación espiritual e incluso material.
La perseverancia de los sucesores espirituales de aquellos Caballeros de la que fue en origen militar y caballeresca Orden de Santa María de la Merced y que optaron por no ser transferidos a otra Orden distinta a la “suya”, y ya convertidos en Caballeros de Santa María de El Puig, en nuestra más inmediata historia ha tenido su fruto:
- En 1943, el Excmo. y Rvdmo. Arzobispo de Valencia, D. Prudencio Melo y Alcalde, devolvía vida oficial a la Real Hermandad de Caballeros de Santa María de El Puig.
- En el mismo año 1943, SS.AA.RR. Don Juan y Doña Mercedes, concedían a la Institución el uso de sus Armas Reales y Dinásticas y aceptaban los nombramientos de Caballero y de Dama .
- En 1953, el Arzobispo de Valencia, Marcelino Olaechea y Loizaga, procedía a la recreación de la Orden bajo el título de Real Orden de Caballeros de Santa María de El Puig, con objetivos precisos, entre los que destacaba el de mantener la devoción a la Patrona del Antiguo Reino de Valencia y ayudar a los indigentes del mism. Sus Estatutos fueron aprobados y bendecidos por Su Santidad el Papa Pío XII.
- En 1990, el Arzobispo de Valencia, Miguel Roca Cabanellas, potencia la actividad de la Real Orden de Caballeros de Santa María de El Puig, con las inscripciones legales en el Ministerio de Justicia y apoyando la creación de una Universidad de Estudios Mediterráneos y de un Centro de Estudios Penitenciarios bajo su patronazgo.
- El 27 de octubre de 1975, SS.MM.

D. Juan Carlos I y Doña Sofía, como Reyes de España, aceptaban y asumían respectivamente los títulos de Gran Maestre y de primera dama de la Real Orden de Caballeros de Santa María de El Puig, viniendo de algún modo a cerrar el paréntesis y repitiéndose lo acaecido en 1218, esto es, instituyéndose la Orden canónicamente por un prelado, Arzobispo, y nombrándose, invistiéndose y cruzándose sus miembros caballerescamente por un Rey.